# Медников, Николай Николаевич
Медников, Николай Николаевич (19 марта 1936, Харьков — 10 мая 2005, Москва) — советский и российский учёный-горняк, специалист в области разработки методов планирования открытых горных работ. Доктор технических наук, профессор Московского горного института. Лауреат Государственной премии СССР.

## Биография
Медников Николай Николаевич родился в г. Харькове. В 1959 г. окончил Московский горный институт (сейчас — один из институтов НИТУ «МИСиС»). После защиты в 1966 г. кандидатской диссертации на тему «Исследование конструктивных параметров подготовки полускальных пород к гидротранспорту» работал начальником отдела отраслевой лаборатории гидромеханизации, старшим научным сотрудником. С 1970 г. — доцент кафедры открытых горных работ Московского горного института.
В 1989 г. защитил докторскую диссертацию на тему «Обоснование степени изменения технологий и технического перевооружения карьеров». С 1991 по 2004 г. — профессор кафедры открытых горных работ Московского горного института. Область научных интересов — разработка методов планирования открытых горных работ.

## Избранные труды
- Медников Н. Н. Научные исследования процессов и технологии открытых разработок : Учеб. пособие для студентов спец. 0209 / Под ред. акад. В. В. Ржевского. — М. : МГИ, 1983.
- Марченко С. М., Медников Н. Н. Анализ эффективности работы разрезов ПО «Экибастузуголь». — М. : ЦНИЭИуголь, 1988.
- Медников Н. Н. Математические методы и моделирование процессов и технологии открытых горных работ : Учеб. пособие по дисциплине «Мат. методы и модели в расчетах на ЭВМ» для студентов спец. 09.05 / Моск. горн. ин-т. — М. : МГИ, 1992.
- Медников Н. Н. Математические методы и модели в расчетах на ЭВМ : Учеб. пособие для студентов, обучающихся по направлению Т.06 «Горн. дело», бакалавр техн. наук спец. «Открытые горн. работы» / Н. Н. Медников; [Гос. ком. Рос. Федерации по высш. образованию]. Моск. гос. горн. ун-т. — М. : МГГУ, 1996.

## Признание
Лауреат Государственной премии СССР (1967 г.) за разработку и внедрение новой технологии добычи угля гидравлическим способом в сложных геологических и климатических условиях Кузбасса. Награжден знаком «Шахтёрская слава третьей степени».